# The Elite Three
  The Elite Three  wurde eine Gruppe von drei Kühlschiffen mit Passagiereinrichtungen genannt, die im Jahr 1913 von Workman, Clark & Co. Ltd., Belfast, für die Tropical Fruit S.S. Co. Ltd., Belize (British Honduras) (Tropical Fruit) abgeliefert wurden. Tropical Fruit war eine Tochter der United Fruit Company, (UFC), einer der größten Bananenexporteure der Welt, heute bekannt unter Chiquita.

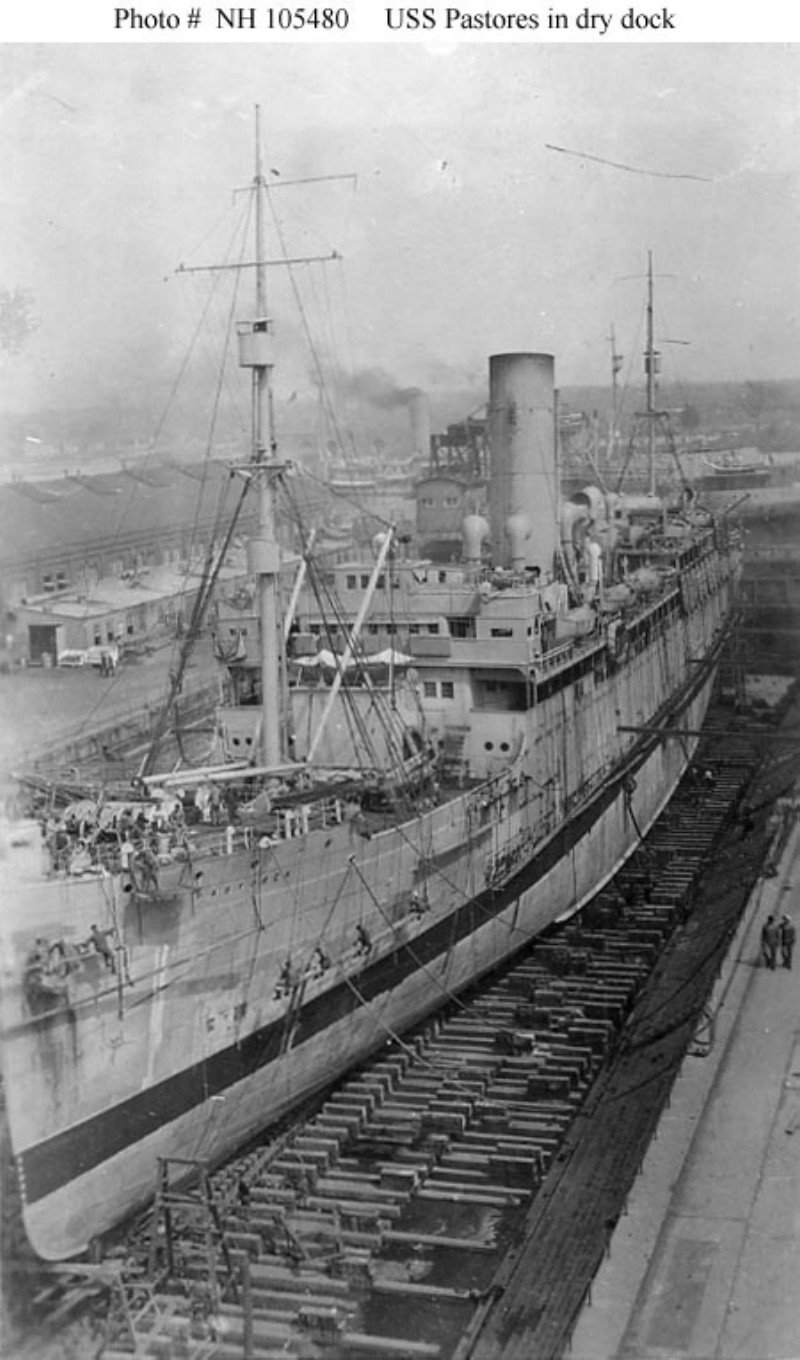
Pastores im Trockendock

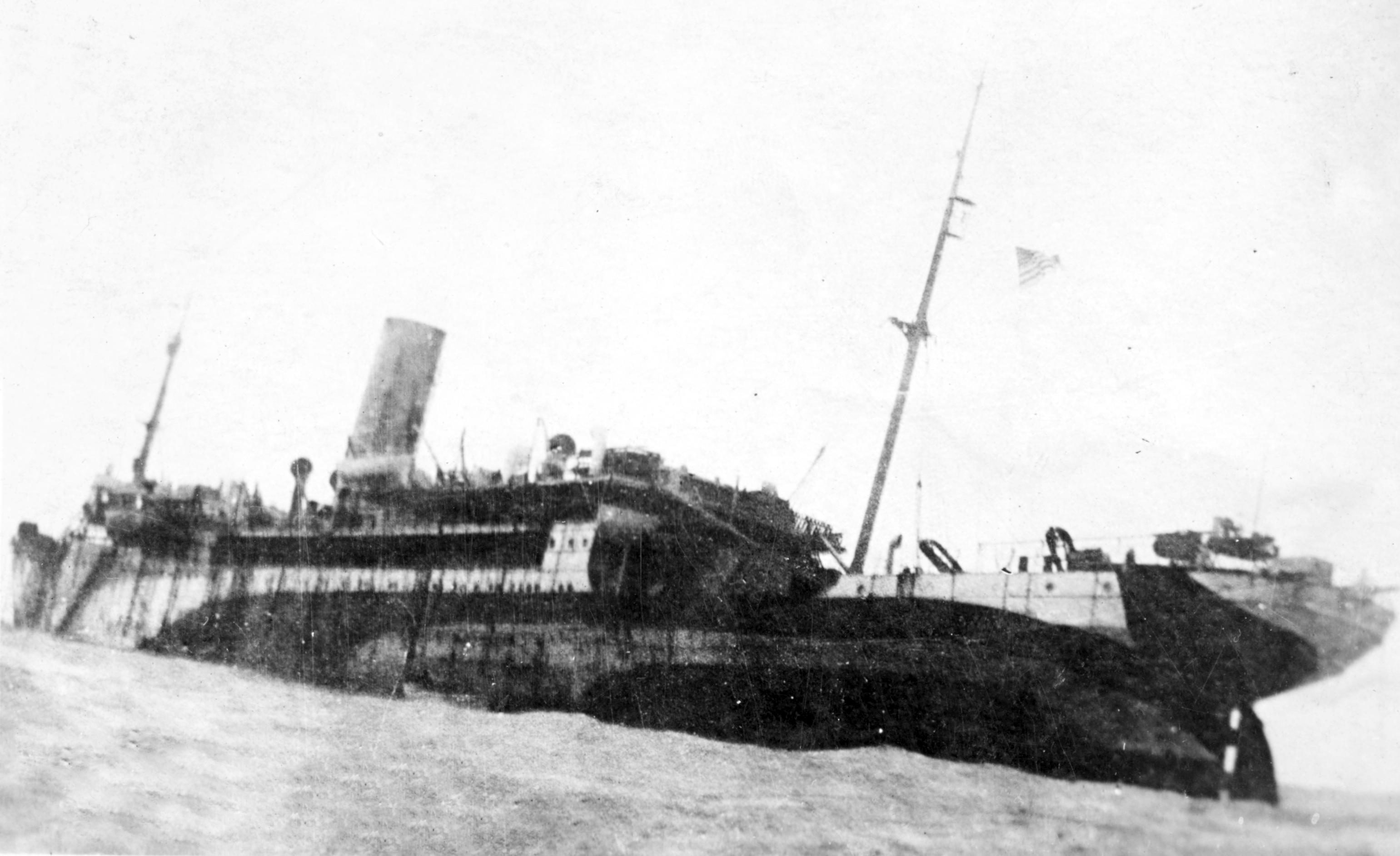
Wrack der Tenadores

## Beschreibung
Die Kühlschiffe mit Heimathafen Glasgow führten bei der Ablieferung die englische Flagge und waren sehr modern ausgestattet. Mit den Abmessungen 148 m × 16,8 m × 8,33 m ergab sich eine Vermessung von 7780 (7240) BRT bzw. 3800 NRT und eine Tragfähigkeit von rund 7700 tdw. Sie hatten hochwertige Einrichtungen für rund 130 Passagiere, die sich aus 7 Suiten, 4 Single- und 40 Doppelkabinen zusammensetzten, die meisten waren mit zusätzlichen oberen Betten ausgestattet. 1914 wurde die Bettenzahl auf 141 erhöht.
Die zwei Vierfach-Expansionsmaschinen von Workman, Clark & Co. hatten eine Antriebsleistung von 6500 PS und verliehen den Schiffen eine Geschwindigkeit von 15 nach anderer Quelle von 17 Knoten. In den Kühl-Laderäumen konnten 60000 Bananenstauden geladen werden.
Die Schiffe waren eine gelungene Kombination der technischen Anlagen der 5000 Tonner von UFC und der Passagier-Einrichtungen von Hapags 6000 Tonnen Bananenschiffe Emil L. Boas und Karl Schurz, die 1914 an UFC verkauft wurden und an Elders & Fyffes transferiert wurden. Sie fuhren hier als Changuinola und Motagua. Die 1870 in Irland gegründete Gesellschaft Elders & Fyffes stand seit 1913 unter Kontrolle der UFC.

## Geschichte
Die Schiffe Calamares, Pastores und  Tenadores  hatten drei Decks und zwei Masten sowie zwei Schrauben und wurden 1913 unter englischer Flagge an die Tropical Fruit abgeliefert. Beim Ausbruch des Ersten Weltkrieges wurden sie unter US-Flagge gebracht und 1917 wurden sie von der Navy zum Truppentransporter umgerüstet und eingesetzt.

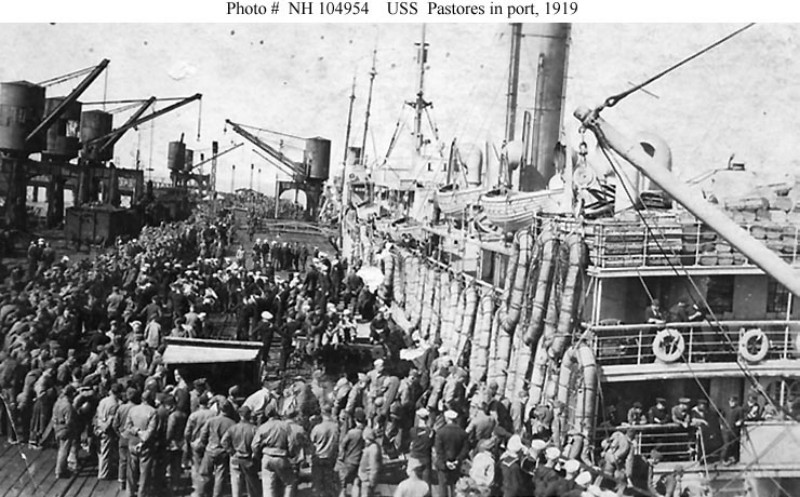
Pastores
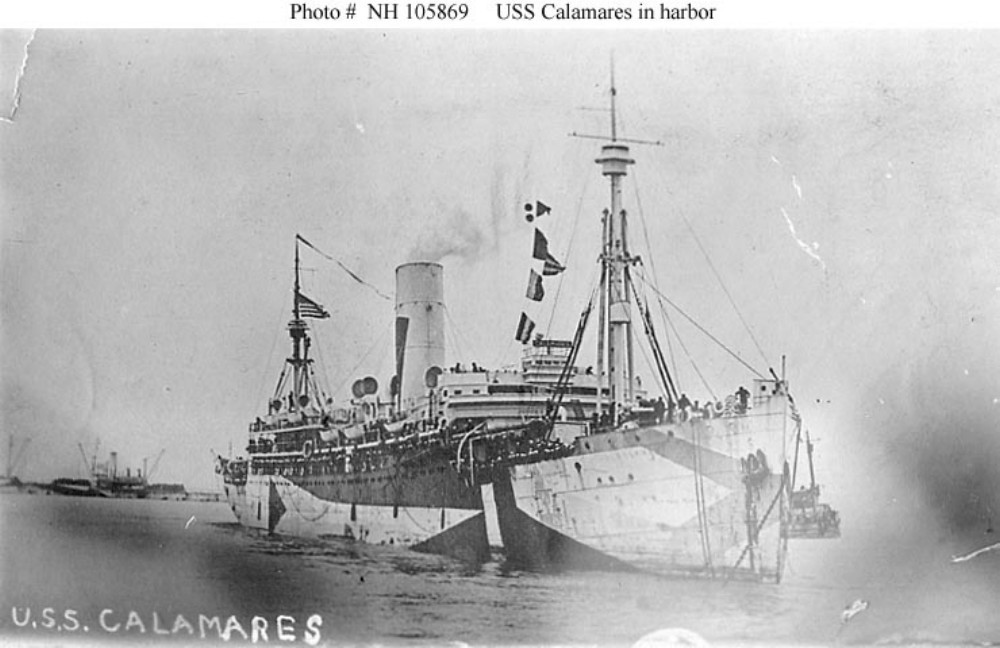
Calamares
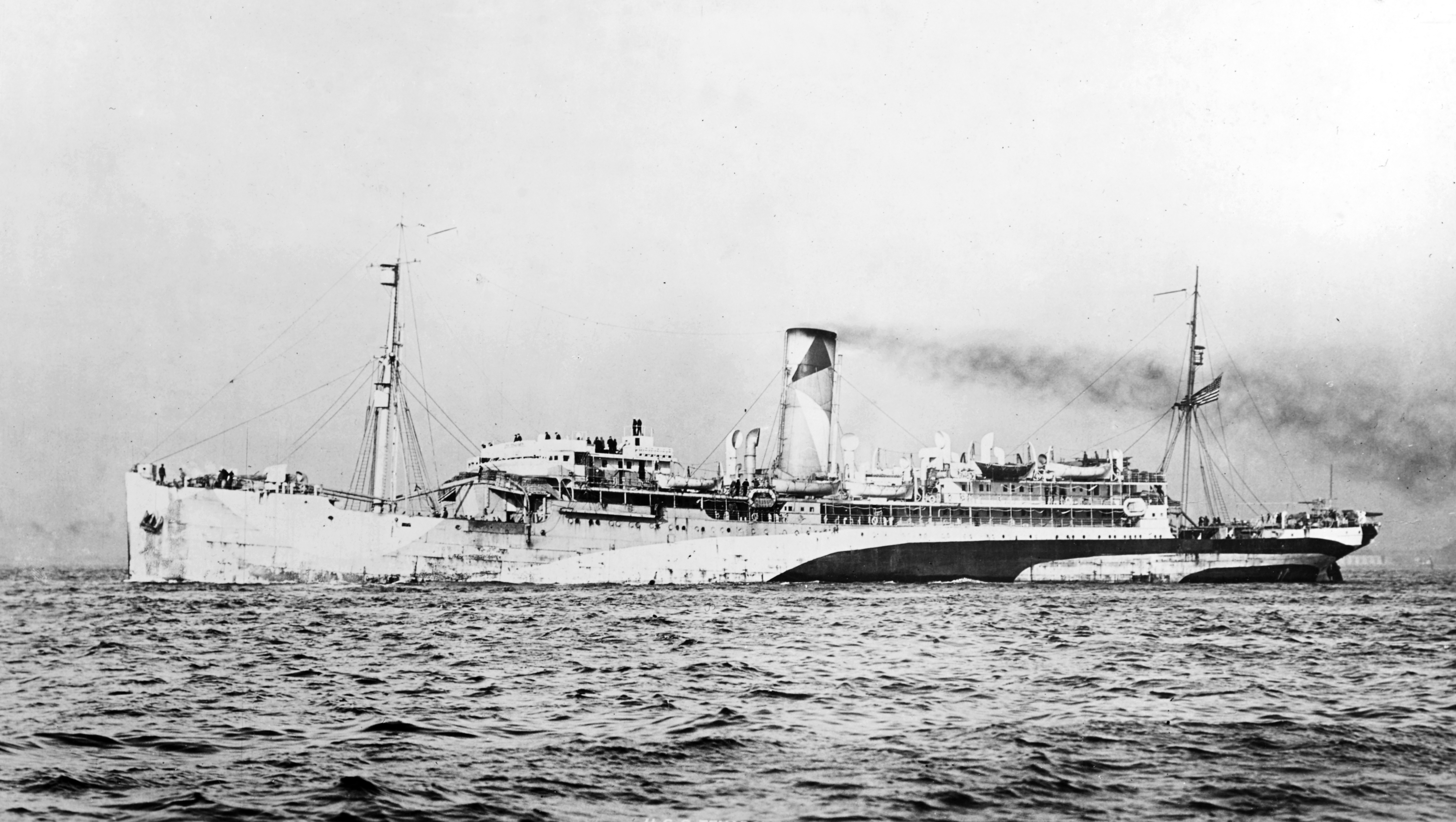
Tenadores

Die Tenadores strandete 1918 in Frankreich, alle Menschen wurden gerettet.
1922 wurden die Pastores und Calamares wieder an die United Fruit Company zurückgegeben.
Die Pastores wurde von 1933 bis 1937 an die Colombian Line verchartert. Im Dezember 1942 bis 1946 wurde sie wieder von der Navy aktiviert und 1946 bei Walter Johnson Co, Oakland abgewrackt.
Die Calamares wurde ab 1922 wieder im Bananendienst der United Fruit Company eingesetzt und erhielt 1928 zusätzliche Kabinen. Vom Dezember 1941 bis 1947 diente sie wieder bei der Navy und wurde danach bei der Boston Iron & Metals abgebrochen.

## Einheiten
| Name      | Ablieferung an                            | Umgeflaggt     | Kriegsdienst            | außer Dienst gestellt | Rückgabe                  | Verbleib                                                                            |
| --------- | ----------------------------------------- | -------------- | ----------------------- | --------------------- | ------------------------- | ----------------------------------------------------------------------------------- |
| Calamares | 1913 Tropical Fruit S.S. Co. Ltd., Belize | 1914 US-Flagge | 1918 US Navy Transport  | 1919                  | 1922 United Fruit Company | 1937 Umbau zum Frachter; 1947 abgebrochen bei Boston Iron & Metals                  |
| Pastores  | 1913 Tropical Fruit S.S. Co. Ltd., Belize | 1914 US-Flagge | 1917 US Navy Transport  | 1919                  | 1922 United Fruit Company | 1933 verchartert an Colombian Line, 1947 abgebrochen bei Walter Johnson Co, Oakland |
| Tenadores | 1913 Tropical Fruit S.S. Co. Ltd., Belize | 1914 US-Flagge | 1917 Truppentransporter |                       |                           | 1918 gestrandet in Frankreich, Ile d’Yeu, alle Menschen gerettet                    |